# Colonne de Marcien
La colonne de Marcien (turc : Kıztaşı, "colonne de la fille", de kız "fille" et taş "pierre") est un monument érigé à Constantinople par le praefectus urbi Tatianus (450-c.452) et dédié à l'empereur byzantin Marcien (450-457). 

## Description
Le fût est constitué de deux éléments de granite gris-rouge d'Égypte. La base carrée, formée de quatre dalles de marbre blanc, est ornée de croix grecques dans des médaillons sur trois faces, et de deux génies (qui sont à l'origine du nom turc de la colonne) tenant un globe sur la quatrième. La colonne est surmontée d'un chapiteau corinthien et d'un socle décoré d'aigles aux angles, qui était sans doute le piédestal d'une statue de Marcien.
La base de la colonne est orientée nord-ouest / sud-est, alors que le chapiteau l'est nord-sud, peut-être pour que la statue de l'empereur regarde vers l'église des Saints-Apôtres.

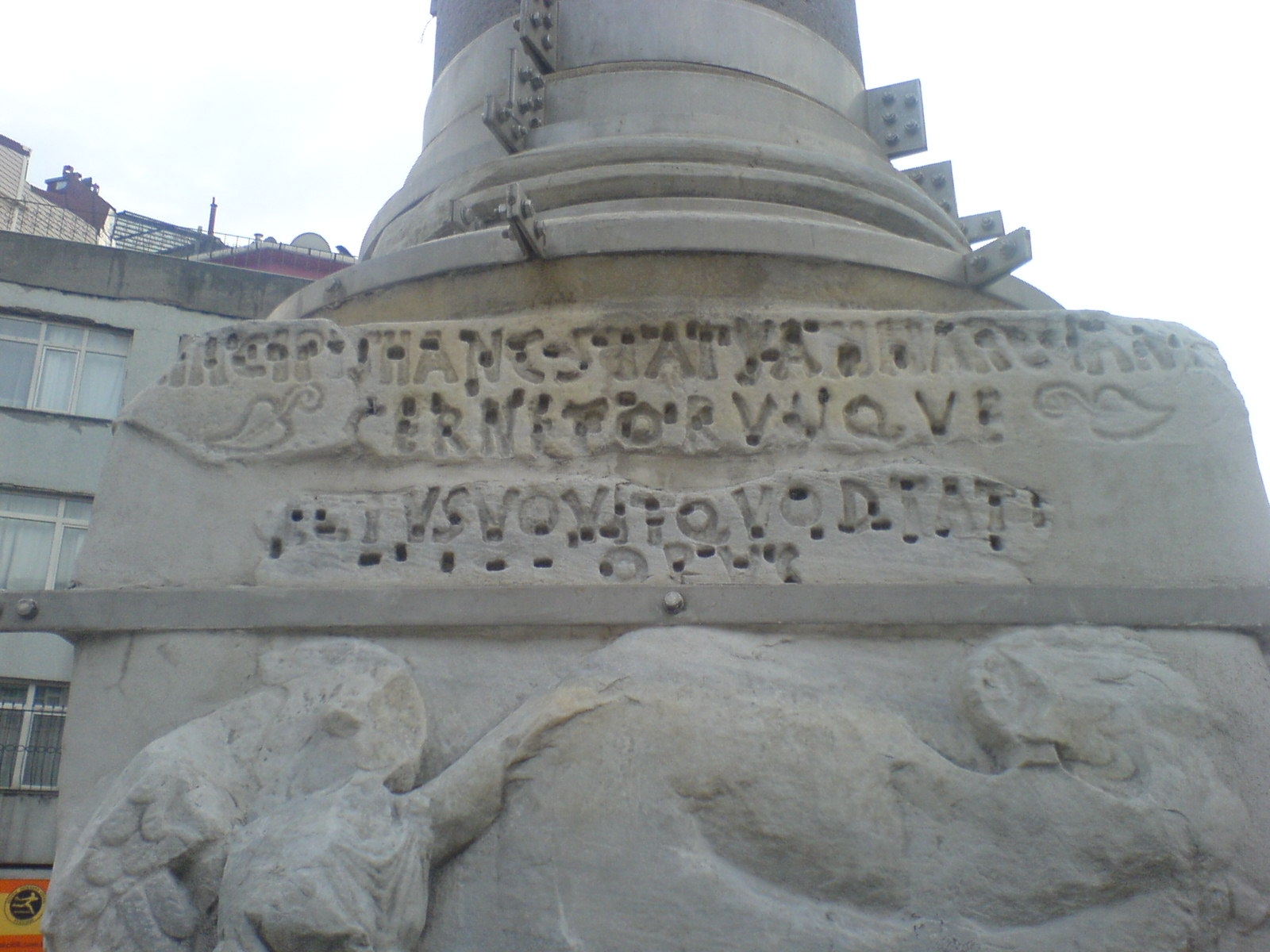
Inscription latine et génies ailés tenant un globe

Le cerclage métallique est récent.

## Inscription latine
L'inscription en creux sur la côté nord de la base, autrefois ornée de lettres de bronze, indique :
« Vois cette statue de l'empereur Marcien, ainsi que la colonne : c'est l'œuvre que lui a vouée le préfet Tatianus. »

## Images

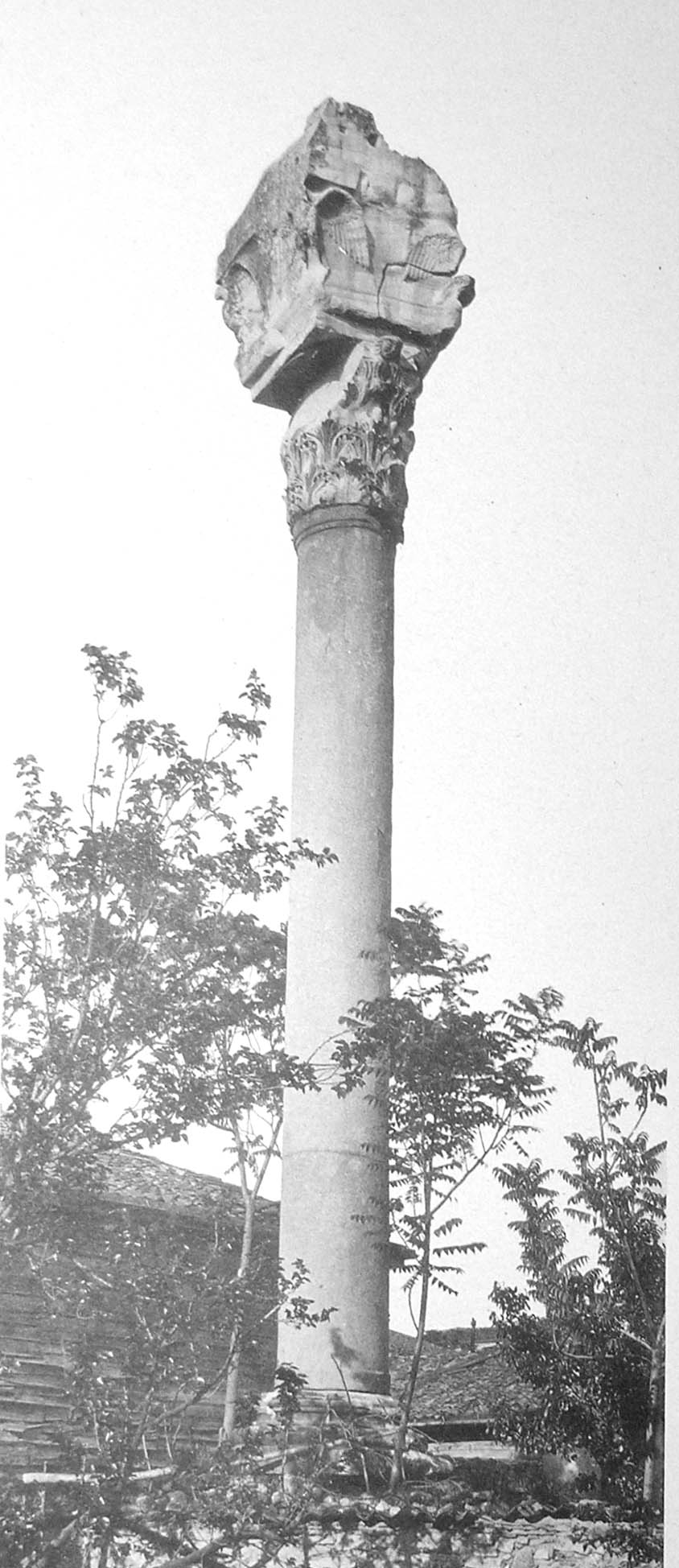
Photo Gurlitt, 1912
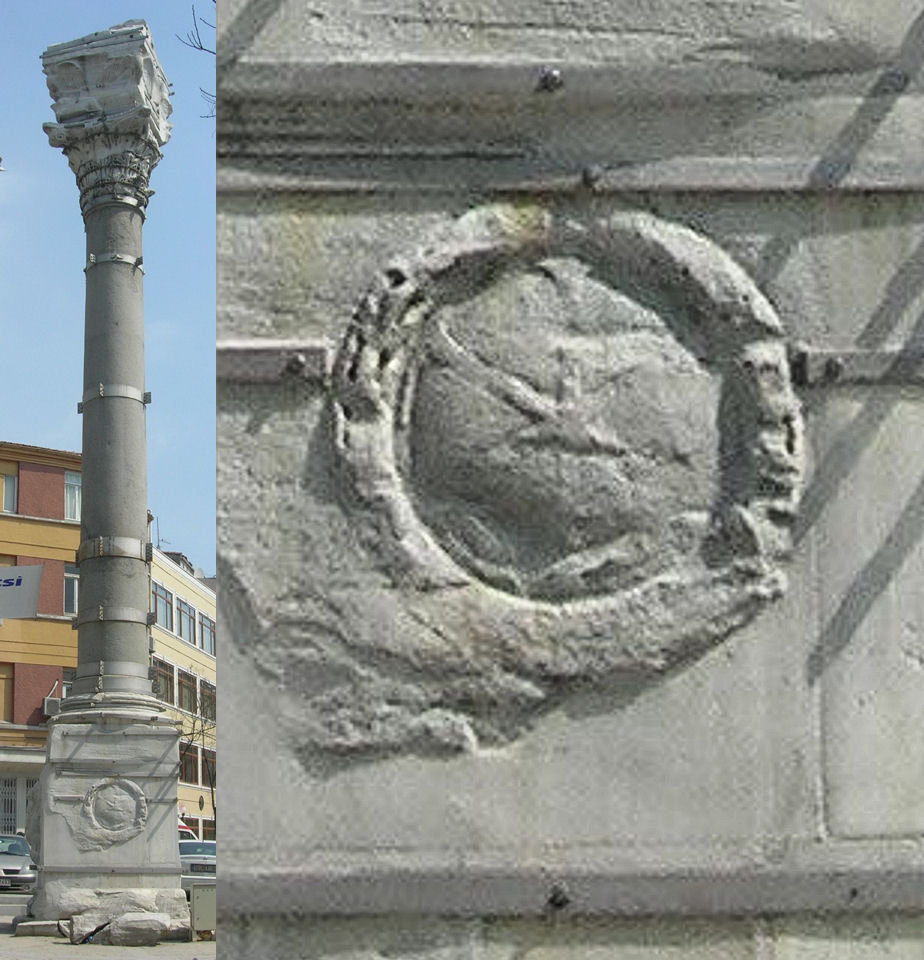
Détail de la base